# Concierto en fa (Gershwin)

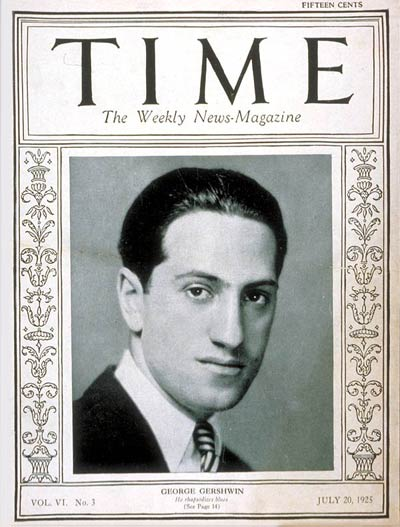
George Gershwin-TIME-1925

El Concierto en fa es una composición de George Gershwin para piano y orquesta que tiene una forma más cercana a un concierto tradicional que su anterior composición Rhapsody in Blue, influenciada por el jazz. Fue escrito en 1925 por encargo del director de orquesta Walter Damrosch. Su interpretación supone un poco más de media hora de duración.

## Génesis del concierto
Damrosch había estado presente en el histórico concierto del 12 de febrero de 1924 organizado y dirigido por Paul Whiteman en el Aeolian Hall de la ciudad de Nueva York titulado An Experiment in Modern Music, que se hizo famoso por el estreno de Rhapsody in Blue de Gershwin, en la que el compositor interpretó la parte del piano. El día después del concierto, Damrosch se puso en contacto con Gershwin para encargarle un concierto para piano a gran escala para la Orquesta Sinfónica de Nueva York, más cercano en su forma a un concierto clásico.
Debido a que tenía obligaciones contractuales para componer tres musicales de Broadway diferentes, no pudo empezar a esbozar ideas hasta mayo de 1925. Comenzó con la partitura para dos pianos el 22 de julio, después de regresar de un viaje a Londres, y los borradores originales se titulaban "Concierto de Nueva York". 
El primer movimiento lo escribió en julio, el segundo en agosto y el tercero en septiembre; gran parte de la composición la realizó en una cabaña de práctica de la Institución Chautauqua. Esta posibilidad la había arreglado el compositor y director australiano Ernest Hutcheson, quien ofreció el aislamiento necesario a Gershwin en Chautauqua, donde sus habitaciones fueron declaradas prohibidas para todos hasta las 4 de la tarde todos los días. Gracias a esto, Gershwin pudo completar la orquestación completa del concierto el 10 de noviembre de 1925. Más tarde ese mes, Gershwin contrató una orquesta de 55 músicos, por su cuenta, para ejecutar su primer borrador en el Globe Theatre. Damrosch asistió y dio consejos a Gershwin, quien hizo algunos recortes y revisiones.
Según un periodista presente, su pipa "entraba y salía de su boca durante todo el ensayo. En particular, la usaba para señalar acusadoramente a los miembros de la orquesta que no estaban resolviendo con éxito sus problemas con el estilo de jazz de la pieza".  
El Concierto en fa muestra un desarrollo apreciable en la técnica compositiva de Gershwin, particularmente porque él mismo orquestó toda la obra, a diferencia de la Rapsody in Blue, que fue orquestada por Ferde Grofé, pianista de acompañamiento y orquestador principal de Paul Whiteman. El compositor y orquestador inglés William Walton comentó que adoraba la orquestación del concierto de Gershwin.

## Instrumentación
La obra requiere 2 flautas más flautín, 2 oboes y corno inglés, 2 clarinetes en si bemol más clarinete bajo en si bemol (este trío se presenta como acompañamiento de la trompeta solista en el movimiento medio), 2 fagots, 4 trompas en fa, 3 trompetas en si bemol, 3 trombones y una tuba, 3 timbales (para un intérprete), 3 percusionistas (primer intérprete: bombo, campanas, xilófono y triángulo; segundo intérprete: caja periódicamente amortiguada y con baquetas regulares y de cepillo, taco de madera, látigo; tercer ejecutante: platillos, platillo suspendido con baquetas, triángulo y gong), piano solo y cuerdas.

## Estructura y análisis
El concierto consta de los tres movimientos tradicionales:
1. Allegro (fa mayor)
2. Adagio - Andante con moto (re bemol mayor)
3. Allegro agitato (sol menor → fa menor → fa mayor)

Existen fuertes vínculos temáticos entre los tres movimientos, todos los cuales están fuertemente influenciados por el jazz. Sin embargo, en cada movimiento existe una unidad estructural sutil que tiene sus raíces en la tradición clásica.

### 1. Alegro
El primer movimiento comienza con toques de los timbales, introduciendo el tema principal. Después de una extensa introducción orquestal, el piano entra con una sección de solista, introduciendo otra melodía que se encuentra a lo largo de todo el movimiento. Después la música alterna con secciones contrastantes de grandiosidad y delicadeza. El clímax se alcanza en el Grandioso, en el que la orquesta hace resonar la melodía original del piano, acompañada por una gran figura de triplete en el solista. Hay una cadencia de tripletes ostinatos rápidos que conduce a la sección final: octavas y acordes acelerados, que culminan con una gran carrera del triplete ostinato por el teclado a lo largo de un acorde de fa mayor cerrando el movimiento.

### 2. Adagio-Andante con moto
El segundo movimiento recuerda a un blues, comenzando con una elegante melodía interpretada por la trompeta solista acompañada por un trío de clarinetes. Le sigue una sección un poco más rápida del piano, que se desarrolla gradualmente hasta cerca del final, momento en el que engañosamente se regresa a la melodía original, ahora interpretada a la flauta. El movimiento termina en una cadencia pacífica e introspectiva.

### 3. Allegro agitado
El movimiento final es vibrante y enérgico con varias referencias al ragtime, presentando tanto material nuevo como melodías de los movimientos anteriores. Se encuentra un clímax falso en una sección Grandioso idéntica a la del primer movimiento, que a su vez evoluciona hasta el verdadero pináculo del concierto, nuevamente dominado por el acorde de fa mayor cerrando la pieza.
Gershwin escribió lo siguiente sobre el concierto:  

The first movement employs the Charleston rhythm. It is quick and pulsating, representing the young enthusiastic spirit of American life. It begins with a rhythmic motif given out by the kettle drums…. The principal theme is announced by the bassoon. Later, a second theme is introduced by the piano. The second movement has a poetic, nocturnal atmosphere which has come to be referred to as the American blues, but in a purer form than that in which they are usually treated. The final movement reverts to the style of the first. It is an orgy of rhythms, starting violently and keeping to the same pace throughout.

- El primer movimiento emplea el ritmo de Charleston. Es rápido y palpitante, y representa el espíritu joven y entusiasta de la vida estadounidense. Comienza con un motivo rítmico interpretado por los timbales…. El tema principal lo anuncia el fagot. Posteriormente, el piano introduce un segundo tema. El segundo movimiento tiene una atmósfera poética y nocturna que ha llegado a ser conocida como el blues americano, pero en una forma más pura que aquella en la que habitualmente se los trata. El movimiento final vuelve al estilo del primero. Es una orgía de ritmos, que comienza violentamente y mantiene el mismo ritmo en todo momento.

## Estreno y recepción
La obra fue estrenada por la Orquesta Sinfónica de Nueva York con Damrosch en la dirección (tres años después la orquesta se fusionaría con la de la Sociedad Sinfónica Filarmónica para formar la Orquesta Filarmónica de Nueva York) en el Carnegie Hall de Nueva York el 3 de diciembre de 1925, y contó con el compositor como solista. Estos mismos intérpretes presentaron varias actuaciones poco después: dos más en Nueva York, una en Filadelfia, una en Baltimore y una en Washington, precediendo a otra en la Academia de Música de Brooklyn el 16 de enero de 1926.  El concierto fue muy bien recibido por el público en general. Sin embargo, las críticas fueron mixtas y muchos críticos no acertaron a clasificarlo como jazz o como música clásica. De hecho, había una gran variedad de opiniones entre los contemporáneos de Gershwin. Serguéi Prokófiev lo encontró "amateur"  mientras que Arnold Schoenberg, uno de los compositores más influyentes de la época, elogió el concierto de Gershwin en un homenaje póstumo en 1938:  

Gershwin is an artist and a composer – he expressed musical ideas, and they were new, as is the way he expressed them. … An artist is to me like an apple tree. When the time comes, whether it wants to or not it bursts into bloom and starts to produce apples. … Serious or not, he is a composer, that is, a man who lives in music and expresses everything, serious or not, sound or superficial, by means of music, because it is his native language. … What he has done with rhythm, harmony and melody is not merely style. It is fundamentally different from the mannerism of many a serious composer [who writes] a superficial union of devices applied to a minimum of ideas. … The impression is of an improvisation with all the merits and shortcomings appertaining to this kind of production. … He only feels he has something to say and he says it.

- Gershwin es artista y compositor: expresó ideas musicales y eran nuevas, al igual que la forma en que las expresó. … Un artista es para mí como un manzano. Cuando llega el momento, quiera o no, florece y empieza a producir manzanas. …Serio o no, es un compositor, es decir, un hombre que vive en la música y expresa todo, serio o no, sonoro o superficial, a través de la música, porque es su lengua materna. … Lo que ha hecho con el ritmo, la armonía y la melodía no es meramente estilo. Es fundamentalmente diferente del manierismo de muchos compositores serios [que escriben] una unión superficial de recursos aplicados a un mínimo de ideas. … La impresión es la de una improvisación con todos los méritos y defectos propios de este tipo de producción. … Sólo siente que tiene algo que decir y lo dice.

## Aparición en el cine

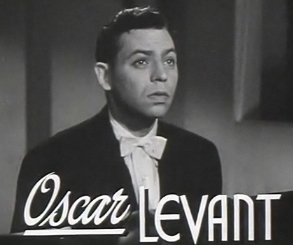
Oscar Levant en Rhapsody in Blue

Una interpretación del tercer movimiento del concierto aparece durante una secuencia de fantasía humorística en la película Un americano en París (1951). En uno de los muchos números musicales de la película, el personaje de Oscar Levant, Adam Cook, que representa un pianista en apuros, sueña despierto que está interpretando el concierto para una audiencia de gala en una sala de conciertos. A medida que avanza la escena, Adam fantasea con ser también todos los demás miembros de la orquesta, además del directorto.
También hay una interpretación de un extracto de la película biográfica de Gershwin Rhapsody in Blue (1945), donde Robert Alda (doblado por Oscar Levant) lo interpreta parcialmente en la pantalla, y también al final de la película. Se escucha en momentos especialmente conmovedores, como cuando Gershwin tropieza con las notas debido a los efectos de su tumor cerebral, y en la escena en la que se anuncia la muerte de Gershwin.
La interpretación de Oscar Levant del concierto en Un americano en París es digna de mención porque era un consumado concertista de piano y compositor que se había hecho amigo de Gershwin en 1928. 
Una filmación en DVD de 2003 presenta al gran pianista de jazz Marcus Roberts con Seiji Ozawa dirigiendo a la Filarmónica de Berlín en Waldbuhne, Berlín.

## Grabaciones notables
La primera grabación fue realizada en 1928 por Paul Whiteman y su Concert Orchestra, con Roy Bargy al piano, en un arreglo abreviado para banda de jazz de Ferde Grofé, para la Columbia Records. Después se incluyen:
- Oscar Levant y Andre Kostelanetz con la Orquesta Sinfónica Filarmónica de Nueva York (4 de mayo de 1942)
- Oscar Levant y Arturo Toscanini con la Orquesta Sinfónica de la NBC (de la transmisión de radio de la NBC de 1944)
- Leonard Pennario y William Steinberg con la Sinfónica de Pittsburgh desde 1953 en Capitol. (Durante su vida, Pennario fue considerado el intérprete "preferido" de la música de Gershwin. Grabó todo lo que Gershwin escribió para piano).
- Stanislav Knor y Václav Neumann con la Orquesta Sinfónica de Praga (junio de 1961)
- Alec Templeton y Thor Johnson con la Orquesta Sinfónica de Cincinnati
- Earl Wild y Arthur Fiedler con la Boston Pops Orchestra
- Eugene List y Howard Hanson con la Orquesta Eastman-Rochester
- Lazar Berman y Gennady Rozhdestvensky con la Orquesta Filarmónica de Moscú
- André Previn y Andre Kostelanetz y su orquesta (Previn ha realizado otras dos grabaciones, ambas dirigiendo desde el teclado, con la Orquesta Sinfónica de Londres y con la Sinfónica de Pittsburgh)
- Garrick Ohlsson y Michael Tilson Thomas con la Sinfónica de San Francisco
- Philippe Entremont y Eugene Ormandy con la Orquesta de Filadelfia
- Hélène Grimaud y David Zinman con la Sinfónica de Baltimore
- Werner Haas y Edo de Waart con la Orquesta Nacional de la Ópera de Montecarlo
- Jerome Lowenthal y Maurice Abravanel con la Sinfónica de Utah
- Bonnie Gritton y Susan Duehlmeire (versión para dos pianos)
- Jon Nakamatsu y Jeff Tyzik con la Orquesta Filarmónica de Rochester.
- Katia y Marielle Labèque (versión a dos pianos)
- Cristina Ortiz y André Previn con la Orquesta Sinfónica de Londres
- Jean-Yves Thibaudet y Marin Alsop con la Sinfónica de Baltimore (versión de banda de jazz orquestada por Ferde Grofé)
- Peter Jablonski y Vladimir Ashkenazy con la Royal Philharmonic Orchestra, Decca - 1991
- Sviatoslav Richter y Christoph Eschenbach con la Orquesta Sinfónica de la Radio de Stuttgart (en directo desde el Festival de Schwetzingen de 1993)
- Marc-André Hamelin y Leonard Slatkin con la Orquesta Filarmónica de la Radio de los Países Bajos (en vivo desde el Concertgebouw, Ámsterdam, 2005)
- Stefano Bollani y Riccardo Chailly con la Orquesta de la Gewandhaus de Leipzig (en vivo desde la Gewandhaus, Leipzig, 2010)
- Jeffery Siegel y Leonard Slatkin con la Sinfónica de St. Louis (The Complete Gershwin: Works for Orchestra, Piano and Orchestra)
- Kathryn Selby y Richard Hayman con la Orquesta Sinfónica de la Radio Eslovaca. [10]